# 马里尼舍姆罗
马里尼舍姆罗（法語：Marigny-Chemereau，法語發音：[maʁiɲi ʃəmʁo]）是法国新阿基坦大区维埃纳省的一个市镇，属于普瓦捷区。

## 地理
马里尼舍姆罗（46°25'32"N, 0°12'59"E）面积11.51 平方千米，位于法国新阿基坦大区维埃纳省，该省份为法国中西部省份，北起曼恩-卢瓦尔省和安德尔-卢瓦尔省，西接德塞夫勒省，南至夏朗德省，东南接上维埃纳省，东临安德尔省。
与马里尼舍姆罗接壤的市镇（或旧市镇、城区）包括：塞勒莱韦斯科、马尔赛、维沃讷。

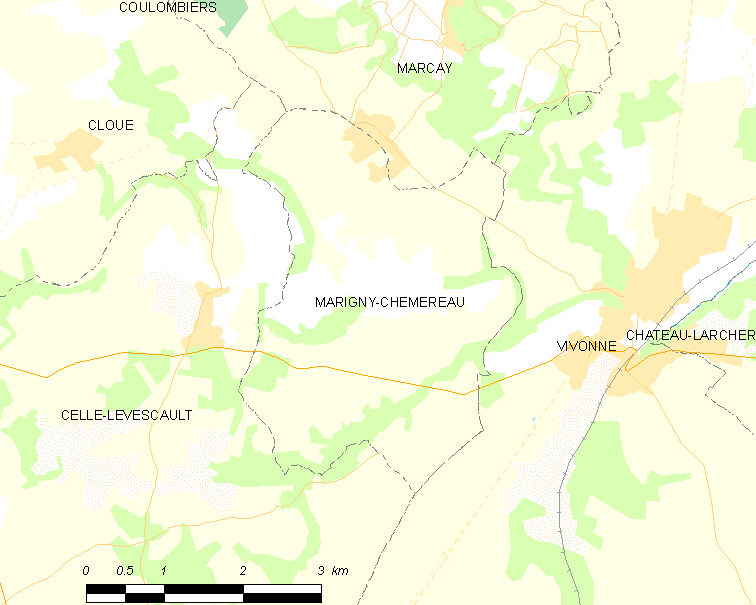
马里尼舍姆罗的OSM定位图

马里尼舍姆罗的时区为UTC+01:00、UTC+02:00（夏令时）。

## 行政
马里尼舍姆罗的邮政编码为86370，INSEE市镇编码为86147。

## 政治
马里尼舍姆罗所属的省级选区为维沃讷县。

## 人口

1962-2008年间马里尼舍姆罗人口变化图示

马里尼舍姆罗于2022年1月1日时的人口数量为603人。